# Holmtjärnen (Fjällsjö socken, Ångermanland)
Holmtjärnen är en sjö i Strömsunds kommun i Ångermanland och ingår i Ångermanälvens huvudavrinningsområde. Sjön har en area på 0,0873 kvadratkilometer och ligger 238,3 meter över havet.

## Delavrinningsområde
Holmtjärnen ingår i det delavrinningsområde (709373-153535) som SMHI kallar för Utloppet av Mjövattnet. Medelhöjden är 251 meter över havet och ytan är 4,4 kvadratkilometer. Räknas de 13 avrinningsområdena uppströms in blir den ackumulerade arean 129,66 kvadratkilometer. Tannån som avvattnar avrinningsområdet har biflödesordning 4, vilket innebär att vattnet flödar genom totalt 4 vattendrag innan det når havet efter 179 kilometer. Avrinningsområdet består mestadels av skog (56 procent) och sankmarker (16 procent). Avrinningsområdet har 0,29 kvadratkilometer vattenytor vilket ger det en sjöprocent på 6,6 procent.